# António Pedro
António Pedro (Praia, Cap Verd, 9 de desembre de 1909 — Moledo, Caminha, 17 d'agost de 1966) va ser un director teatral, escriptor i artista plàstic capverdià. Nascut a Cap Verd, va realitzar els seus estudis a Portugal, passant per la Facultat de Dret i la de Lletres de la Universitat de Lisboa, i més tard a França, en l'Institut d'Art i Arqueologia de la Sorbona. Va ser director del Teatre Apol·lo (Lisboa) el 1949 i director i figurinista del Teatre Experimental de Porto entre 1953 i 1961. De 1944 a 1945, va ser crític d'art i cronista de la BBC a Londres. Es trobava dins de la línia del surrealisme portuguès, al costat de Mário Cesariny, entre d'altres. Va viure els seus últims anys en Moledo, una platja al costat de Caminha. Gran part de la seva obra com a pintor es va perdre durant un incendi del seu taller.

## Obra poètica
- Ledo Encanto (1927)
- Distância (1928)
- Devagar (1929)
- Máquina de Vidro (1931)
- Primeiro Volume (1936)

## Altres obres
- Desimaginação (1937)
- Teatro (1947)
- Andam Ladrões cé em Casa (1950)
- Pequeno Tratado de Encenação (1962)
- Teatro completo (1981)